# 1209
1209 (MCCIX) var ett normalår som började en torsdag i den julianska kalendern.

## Händelser

### Okänt datum
- Påven Innocentius III utfärdar en bulla till den svenske kungen vari omtalas, att Finland saknar biskop, på grund av riskerna att lida martyrdöd i landet.
- Albigenserkriget startar.
- Otto IV blir tysk-romersk kejsare.

## Födda
- Celestinus V, född Pietro Angelerio, påve från 5 juli till 13 december 1294 (född detta år eller 1215).
- Bettisia Gozzadini, professor i juridik vid Bologna universitet.

## Avlidna
- Birgitta Haraldsdotter, norsk prinsessa, svensk titulärdrottning 1160–1161, gift med Magnus Henriksson.
- Margareta Eriksdotter, svensk prinsessa, drottning av Norge 1189–1202, gift med Sverre Sigurdsson (död omkring detta år).